# Villa Ducloz-Dianola
La Villa Ducloz-Dianda est une élégante résidence de style Art Nouveau située dans le quartier San Marco de Lucques. 
Selon l'historien de Lucques P. Campetti, la villa a été conçue par l'architecte Gaetano Orzali sur commande de Luigi Ducloz de Piazzoni en 1903. 

## Histoire
L'architecte Orzali, fils de Modesto Orzali, constructeur d'ouvrages de maçonnerie, travaille en Toscane jusqu'en 1915, puis s'installe à Gênes où il ouvre un atelier professionnel. Les projets réalisés à Lucques remontent à la période comprise entre la fin du XIXe siècle et environ 1915. 
Vers 1910, le bâtiment est devenu propriété d'Emilio Dianda qui, en 1911, a demandé la permission de compléter le couronnement en majolique polychrome avec des motifs rhomboïdes sur les deux façades latérales, conformément à la façade principale donnant sur via Civitali, sous la conception de l'architecte Gaetano Orzali. Pendant cette période, l'écurie est également agrandie et la serre située à l'est du jardin est construite. En 1939, la villa a connu une expansion à l'arrière, également commandée par Emilio Dianda. 

## Description
Le complexe est l'un des exemples les plus importants de l'architecture Liberty préservée dans la ville de Lucques. Avec une configuration riche et élégante développée sur deux étages, la villa se trouve dans un vaste jardin luxuriant, qui qualifie par sa présence le contexte architectural des villas construites au début des années 1900 le long de la Viale Civitali, également connue sous le nom de la rue delle Ville, dans le quartier semi-périphérique de San Marco, près des murs de la ville. 

## Images

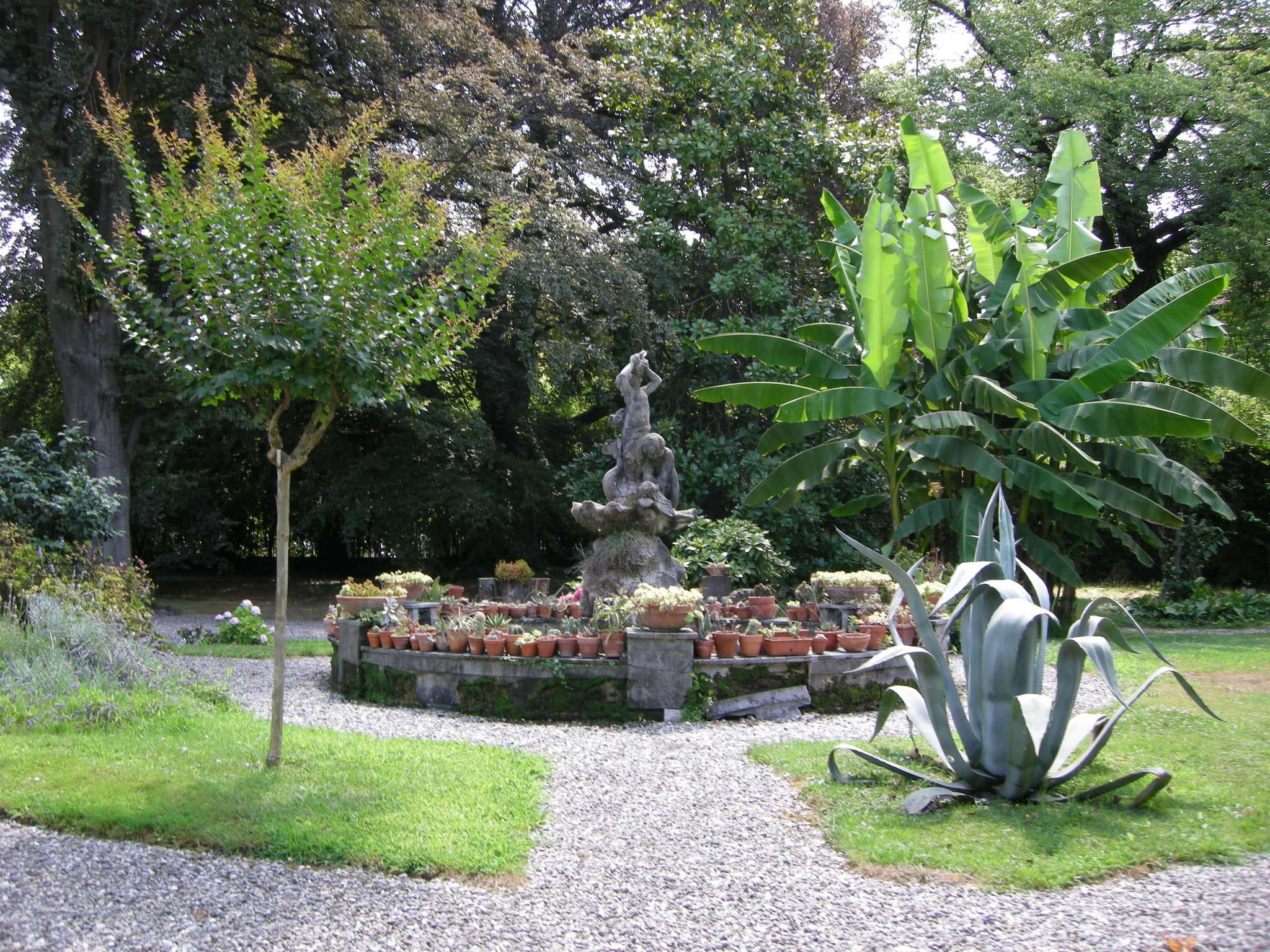
Le jardin.
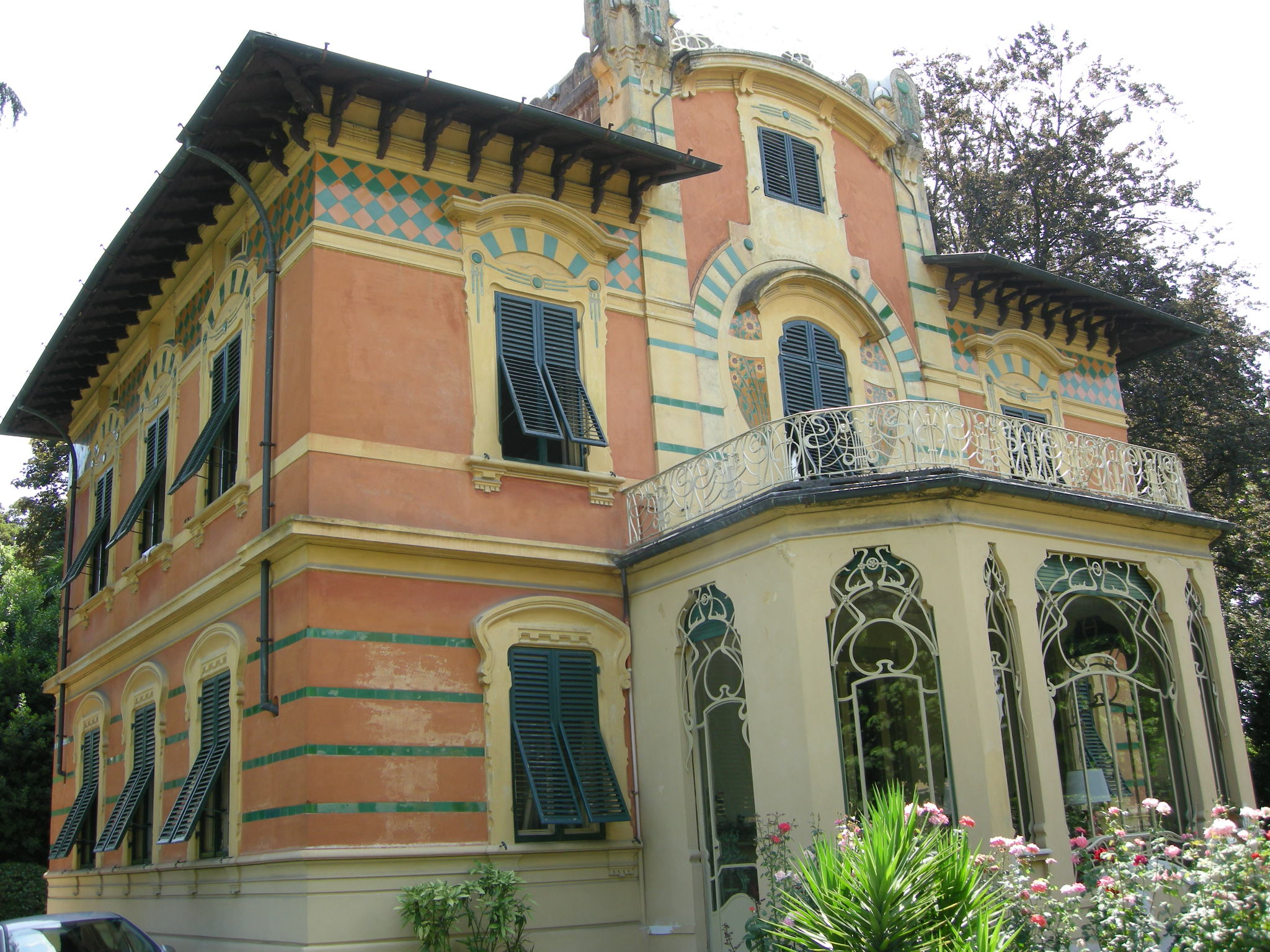
Vue.